# João Figueiredo
João Baptista de Oliveira Figueiredo (Rio de Janeiro, 15 gennaio 1918 – Rio de Janeiro, 24 dicembre 1999) è stato un generale e politico brasiliano.
Fu presidente e dittatore del Brasile dal 15 marzo 1979 al 15 marzo 1985.
La sua presidenza viene definita dagli storici Il crepuscolo del Governo militare in Brasile.

## Biografia
Generale dell'esercito brasiliano, Figueiredo partecipò al golpe del 1964 e fu capo dell'SNI (i servizi segreti) sotto il presidente Ernesto Geisel.
Eletto presidente dietro designazione di Geisel, Figueiredo fu l'ultimo dei presidenti militari e governò per sei anni, ma dimostrando scarse capacità di governo.
Nel 1979 abolì la censura, amnistiò i prigionieri politici e reintrodusse il multipartitismo: l'Aliança Renovadora Nacional (ARENA) diventò il Partito Democratico Sociale (PDS), che mantenne la maggioranza alle elezioni, mentre l'MDB (Movimento Democratico Brasiliano) generò il Partito del Movimento Democratico Brasiliano (PMDB), il Partito Progressista (PP), il Partito dei Lavoratori (PT), il Partito Democratico Laburista (PDT) e il Partito Laburista Brasiliano (PTB); solo i comunisti rimasero fuori legge.
Per frenare l'inflazione galoppante, nel 1980 Figueiredo decretò la riduzione dei salari, scatenando violente reazioni popolari. Dopo manifestazioni di piazza a Rio de Janeiro e San Paolo, ristabilì l'elezione diretta dei governatori statali (1980).
Trascorse gli ultimi anni di vita in un appartamento a Rio de Janeiro, nel quartiere São Conrado. Morì il 24 dicembre 1999, a causa di un'insufficenza renale e cardiaca. È sepolto al Cimitero di Caju.